# Sophus Lie
Marius Sophus Lie (Nordfjordeid, Norvégia, 1842. december 17. – Kristiania, 1899. február 18.) norvég matematikus. Nevéhez fűződik a Lie-algebrák és a Lie-csoportok elmélete.

## Élete
Apja evangélikus lelkész volt. Christianiában járt középiskolába, majd egyetemre is. Itt 1862-ben Sylow előadásaira is járt, azonban csak néhány évvel később fordult érdeklődése végleg a matematika felé.
1867-ben publikálta első matematikai cikkét, majd 1869-ben ösztöndíjat nyert, hogy Poroszországba utazhasson, ahol megismerkedett Kroneckerrel, Kummerrel és Weierstrass-szal. 1869-ben és 1870-ben Berlinben és Párizsban folytatta tanulmányait. Hazatérése után a kristianiai egyetemen habilitált és ugyanott lett tanár. 1886-tól a lipcsei egyetemen a geometria tanára volt.
Ő alapította meg a folytonos transzformációcsoportok elméletét és vezette be ebben az infinitezimális transzformációk és érintési transzformációk fontos fogalmait. A csoportelméletről és annak a geometriára és a differenciálegyenletek  integrálására való alkalmazásáról írt számos értekezése részben norvég nyelven, részben németül (főleg a Mathematische Annalenben és a lipcsei tudós társaság Berichteiben) jelentek meg. 1881-ben Sylowval közösen rendezte sajtó alá Abel műveit.

## Művei
- Theorie der Transformationsgruppen (Engel közreműködésével, 3 kötet, Lipcse, 1888-1893);
- Geometrie der Berührungstransformationen (Scheffers közreműködésével, I. kötet, uo. 1895);